# Bitevní puška

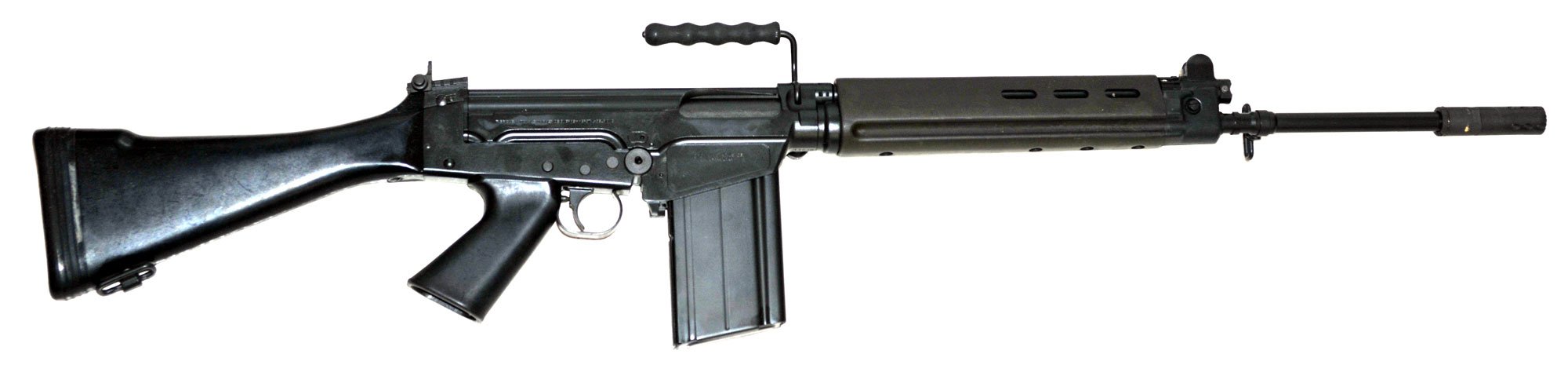
FN FAL

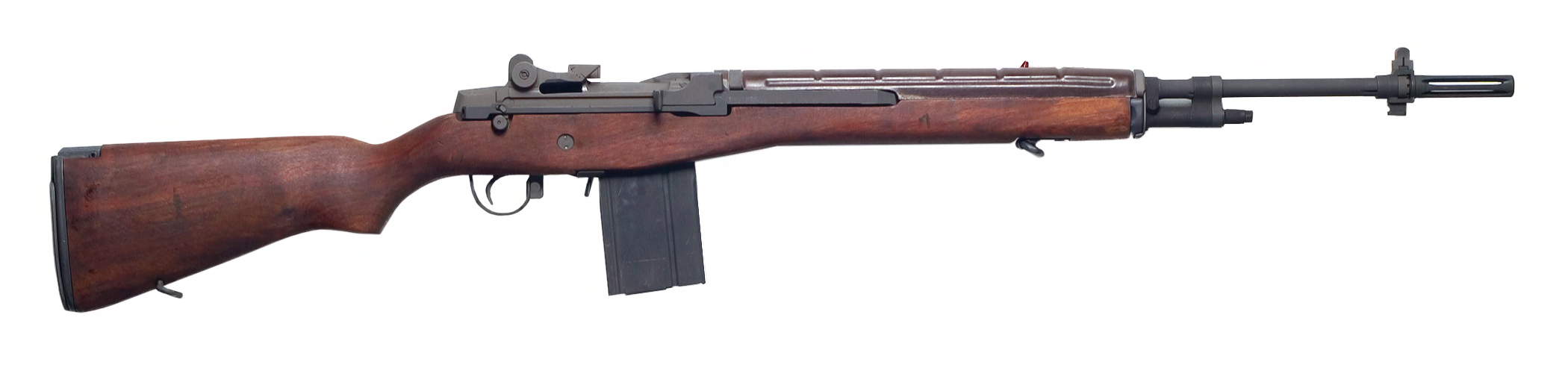
M14

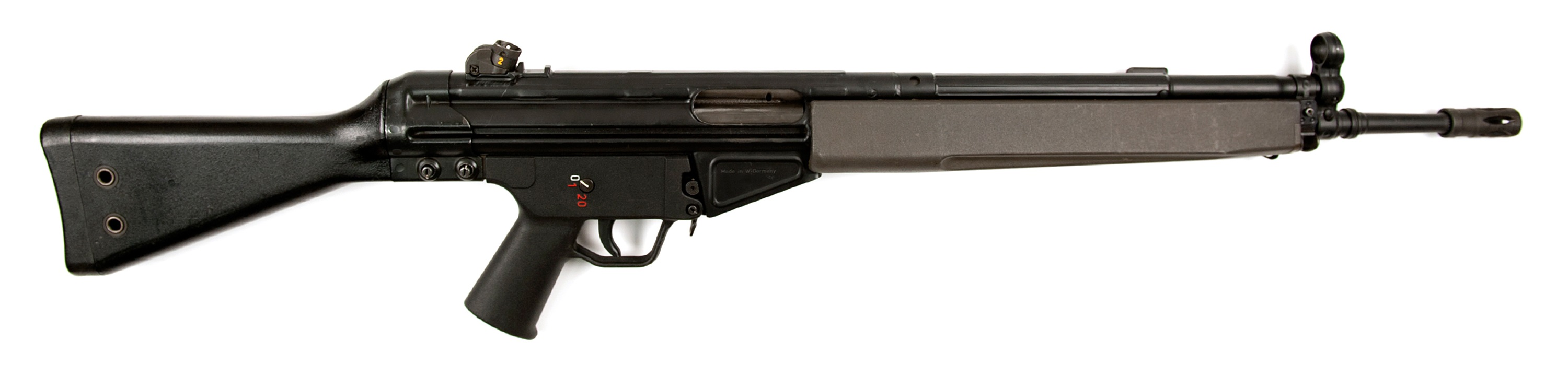
Heckler & Koch G3

Bitevní puška (anglicky battle rifle) či bojová puška (dle novější české terminologie) je vojenská samonabíjecí nebo samočinná dlouhá palná zbraň s odnímatelným zásobníkem používající výkonné puškové náboje 7,62 × 51 mm NATO nebo civilní .308 Winchester, což tyto zbraně odlišuje od útočných pušek pro munici střední balistické výkonnosti. Jako bitevní pušky se začaly (často až zpětně) označovat především „západní“ zbraně jako například FN FAL, M14 nebo Heckler & Koch G3.
Útočné pušky se počínaje automatem Fjodorova přes Stg 44 a masově vyráběnými AK-47 či M16 staly ve druhé polovině 20. století hlavními zbraněmi pěchoty namísto dosavadních opakovacích a samonabíjecích pušek. Útočné pušky sice nenabízejí dostřel zbraní na puškový náboj, ale díky méně výkonnému střelivu a menšímu zpětnému rázu umožňují kontrolovanou střelbu dávkou.
Navzdory trendu k přechodu na menší ráži jako je 5,56 × 45 mm NATO nebo „východní“ 5,45 × 39 mm přijaly v období studené války některé státy do výzbroje moderní samočinné (automatické) pušky ráže 7,62 × 51 mm NATO. Ty sice neumožňovaly kontrolovanou střelbu dávkou, resp. zvládnutí střelby dávkou vyžadovalo zkušeného střelce (proto byly některé z nich jen samonabíjecí), ale nabízely větší dostřel a lepší průbojnost.
K určité renesanci bitevních pušek došlo na základě zkušeností z protipovstaleckých a protiteroristických operací, kdy dochází k přestřelkám na delší vzdálenost (například v horách), případně je nutné eliminovat protivníka v neprůstřelné vestě. Nedostatečné výkony útočných pušek ráže 5,56 mm vedly ke znovuzavedení zbraní kalibru 7,62 mm. V roce 2018 pak americká armáda oznámila záměr přejít do budoucna na ráži 6,8 mm.
Mezi nejnovější bitevní pušky představené v roce 2018 patří CZ BREN 2 BR (BR – Battle Rifle) či AK-308 (ráže .308 Winchester, resp. 7,62 × 51 mm NATO).